# Kōzō Shibazaki
Kōzō Shibazaki (japanisch 柴崎 幸三 Shibazaki Kōzō; * 1958 in Tochigi, Japan) ist ein japanischer Kameramann.
1979 gab er mit dem Schwarzweißfilm Waltz wa beniki yamino uchide sein Debüt als Kameramann. Erst in den 1990er Jahren war er wieder für die Kameraführung von Kinofilmen zuständig, so unter anderem bei Hideyuki Hirayamas Za Chugaku kyoshi und den ersten beiden Gakkō no kaidan-Filmen. Der dritte Teil von Gakkō no kaidan, der 1997 veröffentlicht wurde, entstand unter der Regie Shusuke Kaneko, mit dem er bereits 1994 beim auf einem Manga von Yumiko Ōshima basierenden Drama Mainichi ga Natsuyasumi zusammengearbeitet hatte.
Den Japanese Academy Award in der Kategorie Beste Kamera gewann er für Ai o kou hito, eine erneute Zusammenarbeit mit Hideyuki Hirayama. Das mit den wichtigsten japanischen Filmpreisen preisgekrönte Drama, das nach einem 1992 veröffentlichten Roman Harumi Shinodas entstand, handelt von einer jungen Japanerin, die nach Taiwan fährt, um ihre Familie väterlicherseits kennenzulernen.
Es folgten die Science-Fiction-Filme Juvenile (2000) und Returner – Kampf um die Zukunft (2002) – beide unter der Regie Takashi Yamazakis – sowie das Romantikdrama Laundry mit Yōsuke Kubozuka in der Hauptrolle. Für die Komödie Warau kaeru und den Kriminalfilm Out, beide 2002 erschienen und von Hirayama umgesetzt, erhielt Shibazaki auf dem Yokohama Film Festival den Kamerapreis. Im Jahr 2005 kam die dritte Zusammenarbeit mit Takashi Yamazaki zustande, Always san-chōme no yūhi. Das von Kritikern hoch gelobte und mehrfach ausgezeichnete Familiendrama brachte dem Kameramann seinen zweiten Japanese Academy Award und den Kamerapreis beim Mainichi-Filmwettbewerb ein.

## Filmografie (Auswahl)
- 1979: Waltz wa beniki yamino uchide
- 1992: Za Chugaku kyoshi
- 1994: Mainichi ga Natsuyasumi
- 1995: Gakkō no kaidan
- 1996: Gakkō no kaidan 2
- 1997: Gakkō no kaidan 3
- 1998: Ai o kou hito
- 2000: Juvenile
- 2002: Laundry
- 2002: Warau kaeru
- 2002: Returner – Kampf um die Zukunft (Ritānā)
- 2002: Out
- 2002: Ashita ga aru sa: The Movie
- 2003: Shoro nagashi
- 2004: 69
- 2004: Lady Joker
- 2005: Scrap Heaven
- 2005: Always san-chōme no yūhi
- 2007: Always zoku san-chōme no yūhi
- 2010: Space Battleship Yamato
- 2017: Close-Knit (Karera ga Honki de Amu Toki wa)